# توم باركر (محامي)
توم باركر (بالإنجليزية: Tom Parker)‏ هو قاضي ومحامي أمريكي، ولد في 19 أغسطس 1951.

## وصلات خارجية
- الموقع الرسمي
- توم باركر على موقع إن إن دي بي (الإنجليزية)